# Pere I de Santcliment

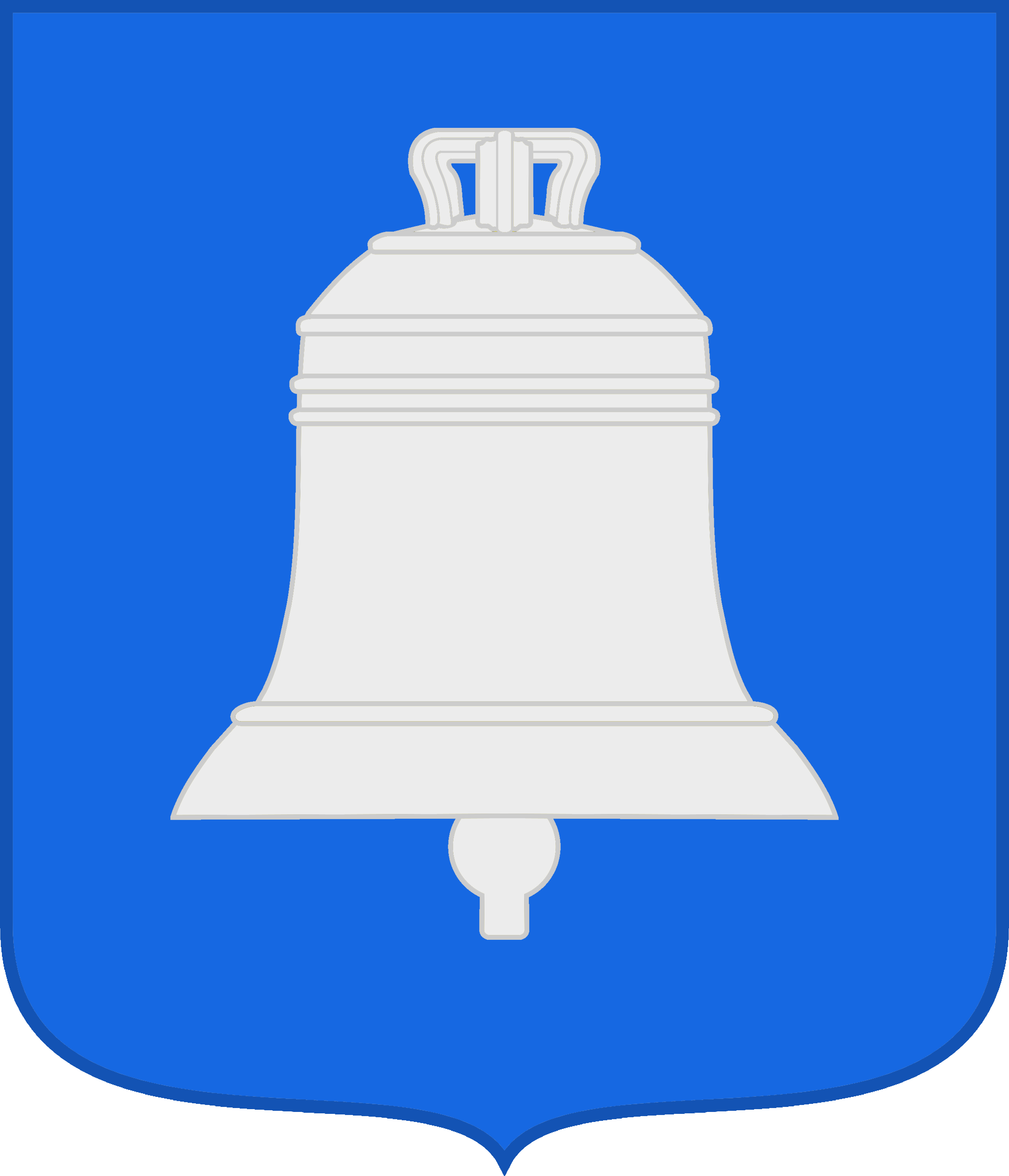
Stemma della famiglia Santcliment

Pere I de Santcliment (Barcellona, XIII secolo – Barcellona, 1303) è stato un politico e funzionario spagnolo, appartenente alla nobile famiglia dei Santcliment. Notario mayor della cancelleria del re Pietro III di Aragona, fu un personaggio poliedrico, che godeva della piena fiducia del monarca, del quale fu stretto collaboratore. Fu il primo signore di Badalona nella sua famiglia.

## Biografia
Pere de Santcliment nacque nella prima metà del XIII secolo, suo padre fu Bernat de Santcliment, il primo dei Santcliment di Barcellona, il quale fu anch'egli un funzionario reale. La fortuna dei Santcliment e la loro ricchezza traggono origine dall'essersi posti al servizio della corona. 
Pere de Santcliment fu notario major della cancelleria del re Pietro III di Aragona e ottenne favori, come il permesso di costruire mulini nei pressi di Barcellona e anche la concessione vitalizia del per del quintar di Barcellona; spese i propri guadagni salariali e il frutto delle donazioni sovrane nell'acquisto di terre e di piccole signorie situate nelle vicinanze della città di Barcellona, per assicurare a se stesso e ai suoi discendenti l'appartenenza al selezionato gruppo dei ciutadans honrats, obiettivo per raggiungere il quale era necessario vivere di rendita.
Lasciò la cancelleria nel 1286, sicuramente allo scopo di ritirarsi a Barcellona, dove non rimase inattivo: nel 1287 il re Alfonso III di Aragona gli concesse di rappresentarlo nella commissione di controllo delle entrate e delle uscite relative alle mercanzie di Barcellona, commissione nella quale anche i consiglieri e la città dovevano avere un rappresentante e ha avuto ancora la possibilità di collaborare alla politica comunale; nel 1288 fu conseller della città di Barcellona; insieme al giurisperito Bernat de Palou, anch'egli conseller, Ramon Marquet e Pere de Malla, representò la città alle Cortes di Monzón.

### Jefe de la escribanía
L'incarico di jefe de la escribanía (precedentemente di notario-guarda sellos), alla morte del re Giacomo I d'Aragona, fu abbandonato dal vescovo di Huesca Jaume Sarroca, il quale si ritirò nella sua diocesi, e il re Pietro III di Aragona lo affidò a Pere de Santcliment, il quale svolse tale incarico durante tutto regno di tale sovrano. Il suo successore, Pere Marqués, ricevette dal Santcliment tutti i registri della cancelleria.
Le funzioni svolte dal jefe de la escribanía erano già state regolamentate del re Giacomo I d'Aragona e Alfonso III di Aragona, nel 1286, 
stabilì per iscritto un'usanza già in voga: che tre volte all'anno questo funzionario rendesse conto al monarca della sua attività come jefe de la escribanía.

### Pere de Santcliment al servizio dell'infante Pietro d'Aragona
Pere de Santcliment fu lo scrivano a capo della cancelleria dell'infante Pietro d'Aragona dal 1268 al 1276. In tale veste svolgeva anche la funzione di escribano mayor.

### Pere de Santcliment e lacuria real
Pere de Santcliment, nella curia del re Pietro III di Aragona svolse varie funzioni: di tipo fiscale, di tipo amministrativo e di governo. Il 21 gennaio 1277 ricevette diverse somme di denaro da Bernat Esplugues, cittadino di Valencia. Questo fatto testimonia il rapporto che il Santcliment aveva con quella città, della quale fu baile per almeno un anno, poiché il sovrano gli vendette la Bailía con tutte le sue rendite. Due giorni dopo la nomina, il monarca comandò al baile di Castellón de Burriana, Jaume Fivaller, di rendere conto del lavoro svolto al Santcliment, il quale era anche amministratore della casa de San Vicente di Valencia.
Il denaro raccolto a Valencia gli servì per accrescere il proprio patrimonio, infatti gli consentì di diventare signore di Sollana. Tra le funzioni che svolse a Valencia si segnalano quelle di poter concedere e disporre censi, concessione reale dell'8 marzo 1277, nella quale il Santcliment viene qualificato come segretario reale, e allo stesso tempo come baile di Valencia; e quella di raggiungere la pace, con tutti i mezzi possibili, con i saraceni di Orxeta.
Il 19 gennaio 1279, già prossimo a lasciare il suo incarico a Valencia, il re, come ricompensa per i suoi servigi, gli concede un mulino a vento. Di nuovo membro della curia, ritorna a svolgere le sue funzioni di escribano mayor.
Il 26 marzo 1279, in un testo dato ai notai di Barcellona, viene qualificato come jefe de la escribanía e come rappresentante del re in tale istituzione. Il 28 giugno, già sistemato a Barcellona, rende conto al monarca del lavoro svolto dal 1272 al 1278. Nel corso degli anni seguenti appare come scriptor domini regis e, in una concessione ai notai di Barcellona, il 28 maggio 1279, come incaricato della escribanía e della conservazione dei sigilli reali. Il 10 maggio aveva già reso conto al monarca del lavoro svolto a capo della escribanía.

### Pere de Santcliment e laescribanía real
Le funzioni del jefe de la escribanía erano varie: firma dei documenti reali; apposizione della firma e del sigillo reale; controllo dei notai; ricevere il denaro delle tasse del sigillo e registrare tutti i documenti. Rendere conto al re di tali spese - una volta pagato il personale della escribanía - e ricevere diverse quantità di denaro spettanti alla corona.
Durante il 1279 ingrandì ulteriormente il proprio patrimonio con l'acquisizione di un manso. A partire da questo anno, le notizie che riguardano il Santcliment si riferiscono alla rendicontazione delle spese della escribanía e al suo lavoro come segretario reale.
Verso la fine del 1281, per ordine del re, essendo bisognoso di denaro, vende le rendite delle bailías di Valencia, Aragona e Barcellona. Prima del 1284 aveva effettuato alcuni prestiti al re, sicuramente per la spedizione in Sicilia - che il monarca gli restituì il 7 febbraio - e il Santcliment aveva rendicontato le spese della escribanía dal 1282 al 1º gennaio 1284, ossia negli anni della conquista della Sicilia.
Anche Pere Marqués, jefe de la escribanía dell'infante Alfonso e successore del Santcliment, aveva presentato le spese lo stesso giorno.
Il 29 marzo 1286 Pere de Santcliment abbandonò il suo incarico e trasmise al suo successore Pere Marqués i registri della escribanía: nove relativi al regno di Giacomo I d'Aragona e ventuno relativi al regno di Pietro III d'Aragona.
In qualità di jefe de la escribanía real Pere de Santcliment aveva i seguenti compiti:
1. consigliere del re, con l'obbligo di assistere ai consigli, durante i quali svolgeva l'incarico di segretario;
2. esaminare i notai reali;
3. controllare l'attività dei notai di Barcellona;
4. pagare agli scrivani i proventi delle tasse della cancelleria e applicare le regole del monarca sul prezzo dei documenti;
5. rendicontare tre volte all'anno le spese della escribanía;
6. custodire il sigillo reale e far apporre il sigillo sui documenti;
7. disegnare il signum regis;
8. far registrare e custodire i registri;
9. raccogliere censi da notai e gli altri diritti inerenti alla escribanía.

## Proprietà

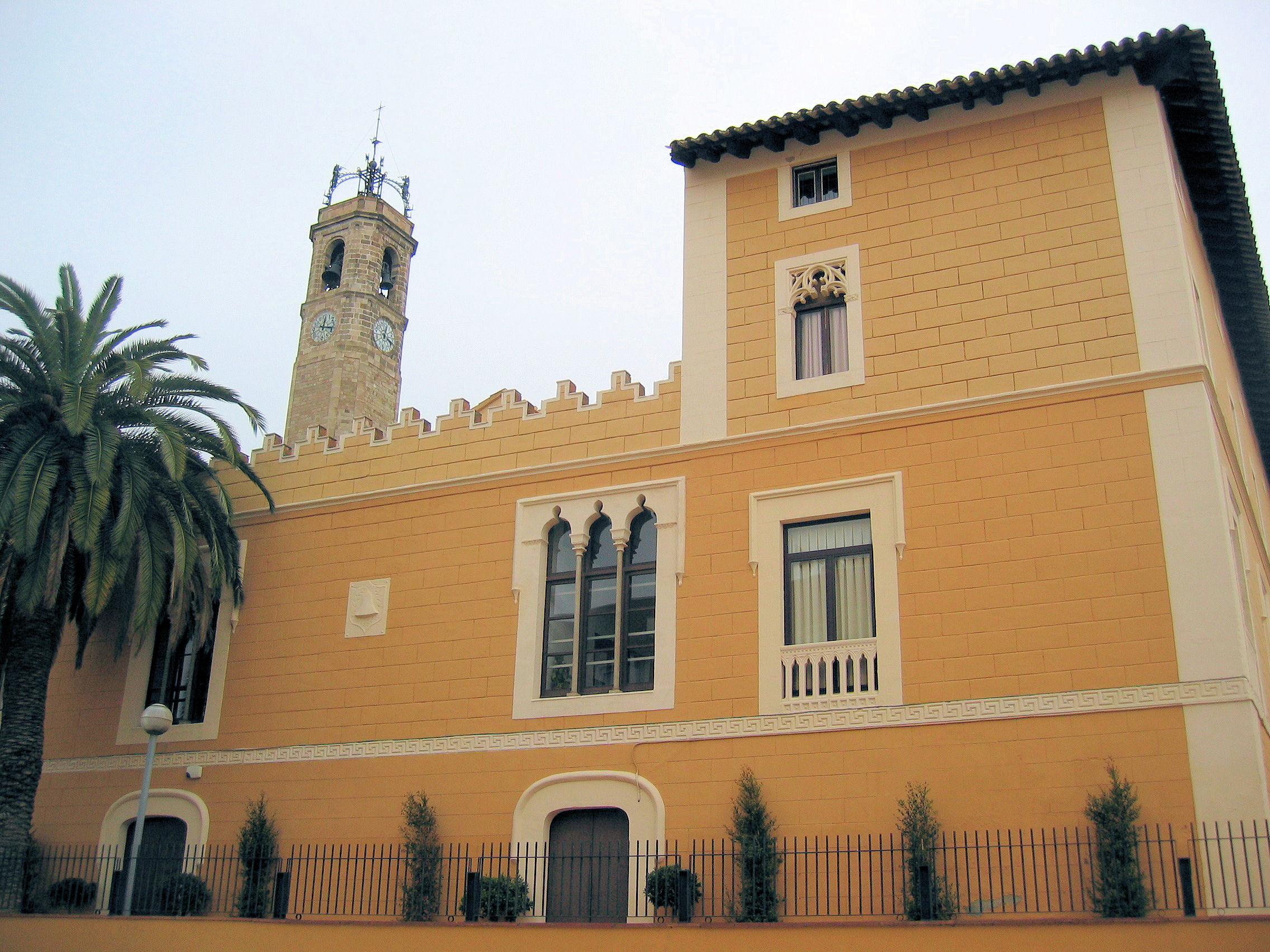
La Torre Vella di Badalona

Il 18 dicembre 1280 Pere de Santcliment effettuò da Guillem Durfort l'acquisto della Torre Vella di Badalona e di tutto ciò che costui possedeva nella parròquia de Santa Maria de Badalona: mansos, onori e possedimenti, alberi di ogni tipo, prati, pascoli, foreste, boscaglie, uomini e donne e altri diritti. Nel documento di compravendita il Santcliment è qualificato come escribano real. Al momento dell'acquisto, regnando Pietro III d'Aragona, egli era infatti jefe de la escribanía real, incarico che svolse fino al 1286 e che comportava, tra le altre funzioni, l'assistenza ai consigli reali, la custodia dei sigilli e dei registri, e l'esame e controllo dell'attività svolta dai notai di Barcellona. Pere de Santcliment era, pertanto, un importante funzionario e consigliere.
La prima menzione della denominazione di casa de Badalona avviene quando Gastón VII de Montcada, visconte di Bearne, vendette il dominio allodiale a Pere de Sentmenat nel 1260. Nel 1277 la proprietà passa in mano a Guillem Durfort il quale, nel 1280, la vendette a Pere de Santcliment. I Santcliment mantennero per secoli la signoria di Badalona. 
In seguito al matrimonio di Elionor Beneta de Santcliment con Ferrer de Gualbes, i discendenti mantennero il cognome Santcliment, in base ad una clausola testamentaria del 1560. A loro subentrarono, alla fine del XVI secolo, per il matrimonio di Maria Anna de Santcliment-Gualbes con Jeroni de Pinós-Santcliment, i Pinós-Santcliment, futuri marchesi di Santa María de Barbará.

## Discendenza
Morì nel 1303. Ebbe numerosi figli: l'erede, Pere, poi Jaume, Francesc, Ramon, Bernat, Constança e Nicolau.